# NGC 1005
NGC 1005 is een elliptisch sterrenstelsel in het sterrenbeeld Perseus. Het hemelobject werd op 9 december 1871 ontdekt door de Franse astronoom Édouard Jean-Marie Stephan.

## Synoniemen
- PGC 10062
- MCG 7-6-52
- ZWG 539.71